# Проєкція Фішера

Проєкційна формула Фішера

Проéкція Фíшера (формула Фішера) — спосіб зображення на площині просторової будови органічної сполуки, молекула якої містить один чи більше хіральних центрів. Були запропоновані Е. Фішером у 1891 році.

## Правила побудови
|                                                                 |                                                                   |
| Побудова проєкції Фішера для молекули з одним хіральним центром | Побудова проєкції Фішера для молекули з двома хіральними центрами |

При проєктуванні на площину хіральний атом карбону зазвичай не позначають, зберігаючи лише лінії, що перехрещуються, та символи замісників (атом H дозволено не позначати). Замісники, розташовані перед площиною малюнка (C, D), позначають праворуч і ліворуч, а ті, що за площиною (A, B), — вище і нижче перехрещення ліній.
Для молекули, яка містить більше одного хірального атома, процедура незначно складніша. Карбоновий ланцюг, що містить хіральні атоми, розташовують вертикально у вигляді рівномірно випуклої ламаної лінії, оберненої до спостерігача опуклим боком. Потім зображують кожен хіральний атом у цьому ланцюзі так само, як описано вище для випадку одного хірального центру.
Функціональну групу, якщо вона стоїть наприкінці карбонового ланцюга, традиційно розташовують угорі формули.

## Операції з проєкцією
Обертання формули у площині малюнка на 180°, дві (чи будь-яке парне число) перестановки замісників у одного хірального центру — не змінюють зміст формули Фішера. Окремим випадком парної перестановки замісників є циклічна перестановка трьох замісників (дві перестановки за участі трьох замісників), яка фізично відповідає обертанню навколо простого зв'язку.
Перестановка будь-якої одної пари замісників приводить до зміни конфігурації хірального центру. Обертання у площині малюнка на 90° має сенс лише для формул молекул з одним хіральним центром і веде до зміни конфігурації (три перестановки). Дзеркальне відбивання формули (обертання на 180° з виходом із площини малюнка) змінює конфігурацію всіх хіральних центрів.

## Застосування
Найширше в хімії вуглеводів, рідше для амінокислот та пептидів.

## Перехід до проєкцій Хеуорса для вуглеводів
Процес циклізації вуглеводів природно описувати із застосуванням також проєкцій Хеуорса. Перейти між цими типами проєкцій, зберігаючи конфігурації хіральних центрів, можна так:
- циклічною перестановкою замісників розташовуємо гідроксильний замісник внизу ланцюга;
- замикаємо цикл. Лінію, що відповідає основному ланцюгу (найдовшу вертикальну), можна подовжувати лише вгору та вниз. На згинах нової, дуже довгої, лінії зв'язку, звичайно, немає карбонових атомів. На цьому етапі також обираємо конфігурацію аномерного атома карбону (α чи β);
- малюємо проєкцію Хеуорса з вертикально розташованим кільцем, маючи на увазі, що всі замісники, що опинилися зліва від основного ланцюга, потраплять по один бік площини;
- розгортаємо кільце горизонтально.

Приклад переходу D-глюкози в β-D-глюкопіранозу: